# Fédération régionaliste française
La Fédération régionaliste française est une fédération visant à regrouper les différents mouvements régionalistes français et à prôner la décentralisation. Créée en mars 1900 par Jean Charles-Brun sous le nom de Groupe régionaliste, elle succède à la Ligue occitane (1897-1900), sur le modèle de l’Union régionaliste bretonne créée en 1898, et devient la Fédération régionaliste française l'année de sa création. 

## Objet

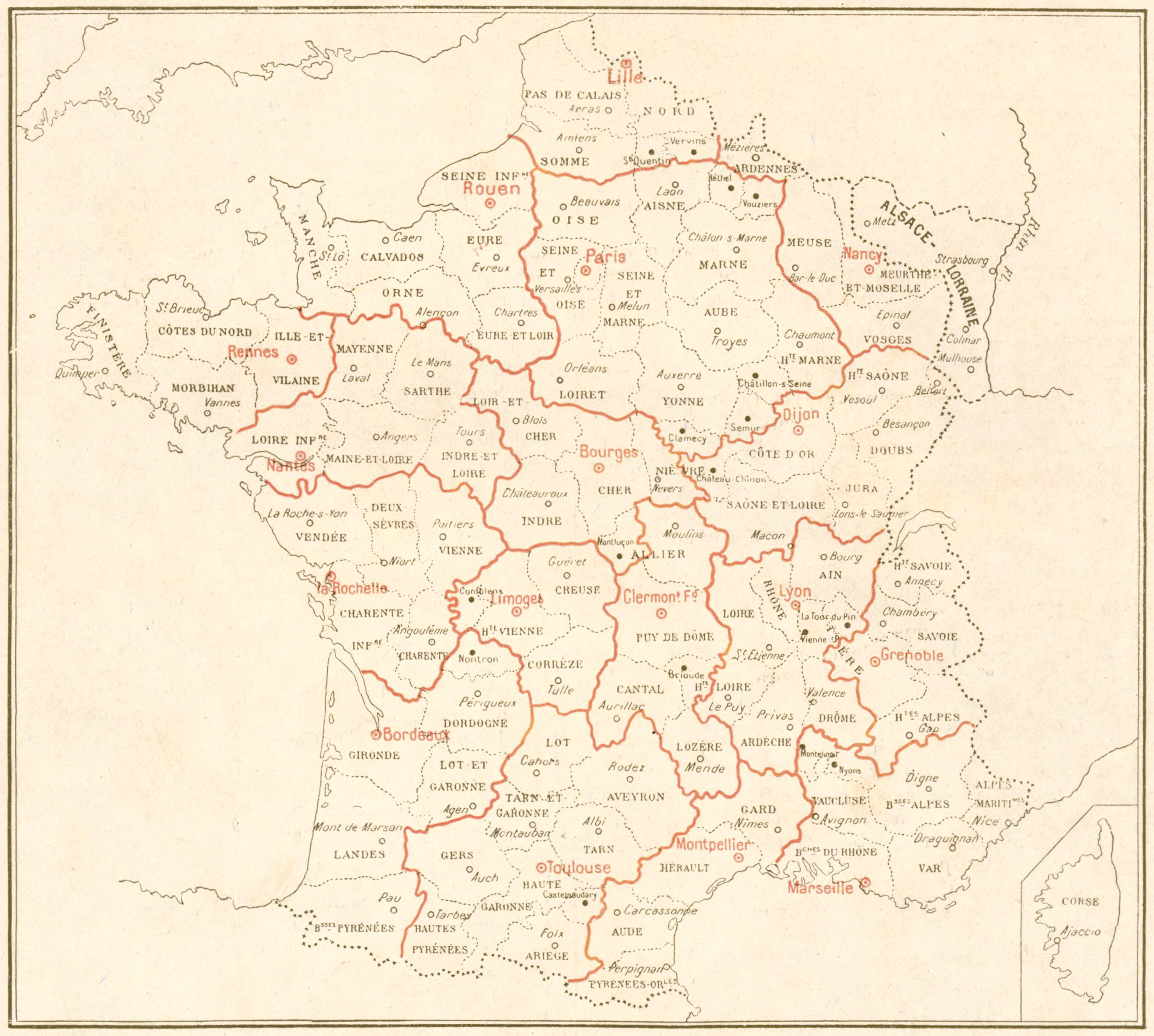
Étude Vidal-Lablache de 1910 pour l'application des principes généraux de l'organisation régionale.

Les revendications de la Fédération régionaliste française, axées sur la décentralisation (et non le séparatisme), incluent entre autres la division de la France en régions homogènes avec des centres régionaux, la liberté des initiatives communales et régionales et l'appropriation de l’enseignement aux besoins régionaux et locaux. En mai 1913, le député Jean Hennessy dépose ainsi une proposition de loi pour la création de régions administratives, qui n'aboutit pas.
Louis-Xavier de Ricard, puis le député Louis Marin, préside la fédération. Jean Charles-Brun en étant le secrétaire général, puis délégué général, une charge qu’il assume jusqu’à sa mort le 14 octobre 1946, en communiquant énormément. La Fédération a sa propre feuille d’information dès 1901, la Correspondance Régionaliste, qui devient en 1902 l’Action régionaliste, jusqu'en 1968.

## Contexte national
En France, pays où le centralisme domine depuis la Révolution française (et même avant), les mouvements régionalistes (même modérés) sont confrontés à des accusations de séparatisme.  De plus, le patriotisme français et le sentiment d'unité nationale sont exacerbés par le contentieux franco-allemand (1871-1918-1945). 
Aussi, la plupart des mouvements régionalistes seront surtout des mouvements culturels, centrés sur les cultures régionales, étudiées par des érudits provinciaux (parlers régionaux, littérature, nature, folklore et traditions rurales) .

## Revue et Bulletin
En 1906 et 1912 notamment, l’Action régionaliste est nommée « revue du Mouvement fédéraliste et décentralisateur » et « Bulletin de la Fédération régionaliste française ». Il ne parait probablement pas de 1915 à 1919 (Première Guerre mondiale et l’année suivante).
Dans le numéro de 1902, le rappel du programme indique notamment, « au point de vue administratif :
- Division de la France en régions homogènes
- Création de centres régionaux
- Gestion des affaires de la commune par la commune, de la région par la région, de la nation par l’État
- Création d’une juridiction arbitrale chargée de connaître des conflits entre l’individu, la commune, la région et l’État. »

## Associations régionalistes en province

### Ouest

#### Bretagne
Union régionaliste bretonne et Fédération régionaliste de Bretagne.

#### Poitou
Association régionaliste Poitevine.

### Est

#### Lorraine
Union régionaliste Lorraine

### Sud-Ouest et Sud-Est

#### Pays d'oc
Le Félibrige, association fondée en Provence en 1854 par Frédéric Mistral, est particulièrement tourné vers la culture régionale et la restauration de la langue provençale. Jean Charles-Brun a participé au Félibrige.
Le Félibrige a aussi une implantation dans les provinces d'Auvergne, Limousin, Languedoc et Gascogne, à l’échelle du Midi de la France (sud-est et sud-ouest). 

#### Pays de l'Adour
L'Association régionaliste du Béarn, du Pays basque et des contrées de l'Adour est fondée en octobre 1917, siège à Pau.
Buts : Notre Association est exclusivement scientifique, littéraire et artistique. Elle s’interdit toute discussion relative à la religion ou à la politique.
Elle a pour but de mettre en valeur, en honneur et en lumière toutes les ressources, toutes les gloires et toutes les beautés de notre petite patrie.
Animée d’un profond éclectisme, elle se propose « de faire connaître au dehors les œuvres de chez nous et de faire connaître chez nous les œuvres du dehors » "

## Sources